# DiMeglio
DiMeglio è un'insegna italiana della grande distribuzione organizzata facente capo a Gruppo VéGé.
Nata nel 1998, ha fatto parte di MDO fino alla cessione ad Interdis.

## Punti vendita
I punti vendita sono circa 560 e sono distribuiti in circa nove regioni lungo tutto il territorio nazionale.
I marchi insegna adottate da DiMeglio fanno riferimento alle seguenti superfici commerciali:
- "DiMeglio Point", per superfici non superiori a 250 m²
- "DiMeglio Market" per superfici comprese tra 251 m² e 400 m²
- "Supermercato DiMeglio" per superfici comprese tra 401 m² e 1.500 m²
- "Maxistore DiMeglio" per superfici superiori a 1.500 m².